# Jochem de Bruin
Jochem de Bruin is een Nederlands personage in een reclamecampagne van de Rabobank, gespeeld door de acteur Vincent Rietveld.
De campagne van de Rabobank is erop gericht het imago van de bank op speelse wijze wat op te poetsen. In de beeldvorming speelt, naar het oordeel van de Rabobank-directie, het agrarisch verleden een te grote rol. Jochem de Bruin moet daarom het moderne en all-roundkarakter van de bank tot uitdrukking brengen.
Jochem de Bruin speelt een slimme, charmante jongeman (met een opvallende "Gooise r"), die in humoristische filmpjes de moderniteit van de Rabobank verbeeldt tegenover zijn tegenspelers: twee oudere bankiers (die Jochem overal en soms ongewenst tegen het lijf lopen), een Brit en een Amerikaan, en tegenover zijn beleggende vader die zijn geld liever naar Luxemburg brengt. In een later filmpje lijkt Jochem de liefde van zijn leven te hebben gevonden, in de vorm van een medewerkster van de Zweedse papierproducent STORA. De concurrerende bankiers lijken niet van de relatie overtuigd: "I give it a week", oordeelt een van hen terwijl hij het stel beloert in de sauna.
De scepsis van de concurrerende bankier blijkt ongegrond. Als Jochems neef gaat trouwen, in het voorjaar van 2006, krijgt de Zweedse vriendin van Jochem het bruidsboeket toegeworpen. Pas dan bekent de Zweedse aan Jochem dat ze al twee kinderen heeft uit een eerder huwelijk.
De Utrechtse Communicatiekring brengt november 2005 naar buiten dat Jochem vreemdgaat. Eind 2006 treedt hij in het huwelijk met zijn Zweedse vriendin Inger. Hij kondigt zijn vertrek aan in een reclame die vanaf eerste kerstdag is te zien. Zijn opvolger is Fatima Moreira de Melo. Hij vertrekt naar Zweden.

## Effie
De campagne met Jochem de Bruin heeft veel aandacht getrokken. In juni 2005 werd de campagne van het Amsterdamse reclamebureau Ubachs Wisbrun beloond met de Gouden Effie van de VEA (Vereniging van communicatie-adviesbureaus).

## Filmpjes in de campagne
- 2003 - De Bruin houdt een presentatie over de Rabobank
- 2004 - De Bruin gaat op zakenreis naar Kameroen
- 2005 - De Bruin brengt zijn vader naar de bank in Utrecht
- 2005 - De Bruin zit met zijn vader bij een wijnproeverij
- 2005 - De Bruin wordt verliefd in Zweden
- 2006 - De Bruin houdt een presentatie in het bejaardenhuis van zijn oma
- 2006 - De Bruin heeft een hypotheek geregeld voor zijn zojuist getrouwde neef (de liefde uit Zweden is aanwezig op het feest)
- 2006 - De Bruin houdt een persconferentie over Rabo Mobiel
- 2006 - De Bruin kondigt zijn vertrek aan (hij verhuist naar Zweden), zijn opvolger is Fatima Moreira de Melo